# CyBee

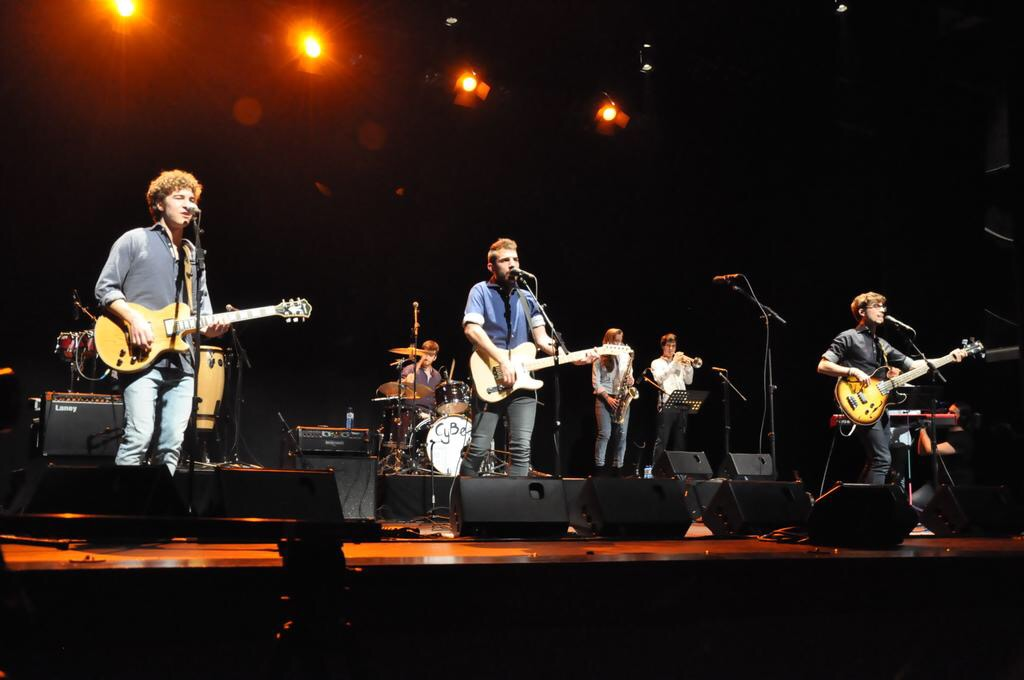
CyBee concierto EnciSAT

CyBee es un grupo de música de San Feliú de Llobregat (España) formado en octubre de 2005. El estilo de música fue variando a lo largo del tiempo pero se podría englobar en el pop-rock.

## Integrantes
El grupo está formado por 4 miembros, todos de San Feliú de Llobregat:
- Nil Moliner Abellán (18 de octubre de 1992): Cantante y guitarra
- Aleix Martí Martí (29 de junio de 1989): Cantante y bajo
- Marc Colomer Canyelles (16 de junio de 1991): Guitarra solista y coros
- Jordi Vilaseca Martí (18 de abril de 1989): Batería y coros

## Inicio
CyBee es un grupo de música que se creó en octubre de 2005. Nil Moliner con 12 años, entonces batería de otro grupo pero ya mostrando habilidades como cantante y guitarrista, fue quien propuso la idea de reunirse con Aleix Martí (bajista) y Jordi Vilaseca (batería) para iniciarse en el mundo de la música haciendo versiones. Su química personal y musical dio como resultado la propuesta de iniciar un proyecto musical en común que acabó de completarse con la incorporación de Marc Colomer como guitarra solista.
El nombre de CyBee no surgió hasta pasado un tiempo. El porqué de este nombre tan peculiar todavía sigue siendo un misterio y, a pesar de que ellos mismos han dado varias explicaciones en entrevistas cuando se les ha preguntado por el tema, nunca se ha sabido exactamente su verdadera historia.

## Primera etapa: Primeros conciertos
En esta primera etapa cantaban en castellano e inglés. Nil Moliner era el cantante principal y Aleix Martí cantaba los temas en inglés. El estilo se podía clasificar como pop-rock.
Una de las características que más destacaba eran las numerosas armonías que hacían los dos cantantes juntamente con la voz del guitarra solista Marc Colomer. Poco a poco fueron vistiendo más canciones con este recurso, e incluso, en algunos temas, se unía el mismo batería Jordi Vilaseca.
Inicialmente, los primeros conciertos tuvieron lugar en su ciudad, San Feliú de Llobregat y, posteriormente, en los pueblos y ciudades de los alrededores y en salas próximas. Con estos conciertos el grupo conseguía ganar experiencia encima de los escenarios y se iniciaba también con sus primeras grabaciones amateurs.

## Segunda etapa: El "CyBeeTour"
En esta segunda etapa, el grupo, que contaba con el mánager Jordi Gonzalo, se lanzaba a hacer una gira que los llevaba a darse a conocer en todo el territorio catalán a la vez que en los medios de comunicación y en la industria musical catalana. Esta gira fue bautizada con el nombre de #CyBeeTour.
La gira del #CyBeeTour surgió con la intención de hacer conciertos a tantos sitios como fuera posible para difundir su música. Los conciertos eran siempre en formato acústico y se hacían de manera espontánea en las plazas y paseos más transitados de los pueblos con el fin de darse a conocer y vender sus maquetas. Esta gira contribuyó a hacer crecer la autoestima del grupo que vio que, en formato acústico, sus armonías brillaban mucho más y transmitían de manera más directa y cercana su personalidad y complicidad. 
Este formato de conciertos destacaba por la numerosa cantidad de gente curiosa que espontáneamente se paraban a escuchar a la banda en la calle. A través de esta gira, el grupo conseguía el objetivo: salían nuevos conciertos en acústico y se abría la puerta a la preparación de lo que sería su primer disco.

## Tercera etapa: Consolidación
Una vez terminada la gira Cybeetour el verano de 2013, se ponían en contacto con el músico y compositor Manu Guix, con quien pactaban adaptar una de las canciones de su última maqueta para hacer un sencillo. El resultado les gustó y la complicidad con Guix los llevaba a grabar su primer disco homónimo, Cybee, en su estudio Medusa Estudio BCN.
Durante ese periodo de tiempo habían logrado aparecer en algunos medios y hacer varios conciertos por salas y bares, y viendo el buen resultado del #CyBeeTour la banda optó por hacer una segunda edición #CyBeeTwour ese mismo verano.
Durante el 2013 CyBee participó en un concurso de versiones organizado por la banda Els Amics de les Arts interpretando una versión de la canción “4-3-3” que tuvo buen recibimiento por el público en general y quedó en segunda posición. Esta versión llevó a los integrantes de “Els Amics de les Arts” a interesarse por CyBee y acordaron llevarles la gestión y reserva de conciertos a través de su empresa "Pistatxo". De esta manera el grupo firmaba con ellos para la gira de su primer disco.
En verano de 2015 compaginaron la composición de los nuevos temas con el cierre de la gira de su primer disco. En agosto se encerraban de nuevo en el estudio de Medusa con la producción de Manu Guix y Roger Rodés, esta vez contando con los músicos de la gira para la grabación del disco que llamaron "Viatge a Mu".

## Última etapa: Disolución
A pesar de las buenas críticas, los cambios en la empresa de “management” y la posterior disolución de ésta, les dejó sin conciertos al poco tiempo de empezar la gira. Esto supuso un duro golpe para la banda que había destinado gran parte de su faena a idear y realizar los conciertos y se quedaban sin poder explotar esta faceta. Así pues, la promoción para el segundo disco se vio muy afectada y con esto el grupo tuvo que tomar decisiones. En enero de 2017 organizaron un gran concierto en la Sala Apolo de Barcelona, la cual pudieron llenar, con el objetivo de captar atención y encontrar un nuevo “management”, pero después de hablar con distintas empresas no fue posible.
Finalmente en febrero de 2017, el grupo tomaba la decisión de disolver la banda, eso sí, no sin antes despedirse de todos los fanes con una mini gira por algunos pueblos y ciudades, salas o bares donde habían tocado a lo largo de su recorrido como grupo musical.
El último concierto lo hicieron el 12 de noviembre de 2017 en la Sala Bikini de Barcelona, con el equipo completo y todos los miembros de la banda que les habían acompañado los últimos años y que posteriormente formarían parte del proyecto de Nil Moliner en solitario.

## Actuaciones
En 2015 participaron en la Acampada Jove, el Festival de Pedralbes, las fiestas de la Merced con Europa FM y tocaron en "Festes Majors" (Fiestas locales) de varios pueblos. También ese mismo año fueron nominados a 2 premios Enderrock como grupo revelación y mejor canción pop-rock por “Som”. La banda llegó a compartir escenaro en más de una ocasión con otros grupos de música del momento como Txarango, Els Catarres o los mismos Amics de les arts, fruto de la buena relación con todos ellos. Esto les llevó a ser invitados a la Telecogresca para cantar con Txarango, al concierto anual Amics dels Amics en el auditorio de San Cugat del Vallés para interpretar su versión de 4-3-3 que los dio a conocer al grupo, tocar al festival Clownia y también actuar como teloneros tanto para Txarango como para Els amics de les arts.
En marzo del maismo año, a raíz del festival EnciSAT que organizaban los mismos Amics de les arts, organizaron un concierto especial donde tocarían por primera vez con más músicos y con artistas invitados aparte de los cuatro miembros originarios. Aquel concierto sería el detonante de una evolución de la banda, que pasaría a incluir músicos como Ferran Samper (percusión), Ignasi Caballé (teclado), Klaus Stroink (trompeta) y Lluc Riba (saxo). Estas incorporaciones permitirían a la banda participar en grandes conciertos y anunciar en abril de 2015 que ese año grabarían su segundo disco.
En abril de 2016 hicieron un concierto de presentación en la sala Luzdegas de Barcelona, posteriormente otro en la sala La Mirona de Gerona en el festival GuitarBCN entre otros.
En diciembre de 2016 participaron en La Marató de TV3 con su versión de Angie.

### Actuaciones destacadas
- Junio 2014: Teloneros de Simple Minds en los Jardines de Pedrables
- 2014: Acampada Jove
- 2014: Fiestas La Mercè de Barcelona (Av. Maria Cristina)
- 2015: EnciSAT
- 2015: Festival Clownia
- Enero 2017: Sala Apolo
- Noviembre 2017: Concierto de despedida en la Sala Bikini

## Discografía

### Maquetas

#### Go..!
En 2008 para la "Festa Major" (fiesta local) de San Feliú de Llobregat tocaron como teloneros de Gerard Quintana, y ese mismo año pasaban por el estudio de Damien Bazin para grabar su primera maqueta llamada "Go..!".

#### Cilck
El año 2010 se encerraban de nuevo en el estudio de Damien Bazin para grabar su segunda maqueta, "Click".

#### Tot aquest temps
El año 2012, el grupo hacía un giro en su trayectoria y decidía utilizar el catalán en sus canciones intentando centrarse en el público más cercano.
Ese mismo año grababan su tercera maqueta llamada "Tot aquest temps" (Todo este tiempo), con todos los temas en catalán y repartidos a partes iguales entre ambos cantantes del grupo. Esta maqueta se grabó otra vez en el estudio de Damien Bazin pero esta vez a manos del productor norteamericano Frankie Biggz.

### Primer disco: "CyBee - [Siβi]"
El 22 de octubre de 2013 salió el primer disco a la venta.
El disco salió con el sencillo Dos curiosos viatgers, canción que intentaba dar a conocer el grupo con una declaración de intenciones, música alegre, con armonías, melodías pegadizas y por primera vez con un trasfondo folk. La canción contaba con un videoclip protagonizado por la actriz Vicky Luengo y el actor santfeliuense Joan Sureda y donde también actuaban los cuatro miembros del grupo.
A pesar del sencillo elegido por la banda, la canción que más éxito tuvo de cara a los medios de comunicación y al público fue “Som”. Este tema sonó en medios catalanes como RAC105, Europa FM, 40 principals y Ràdio Flaixback, entre otros. A raíz de esto el grupo se animaba a sacar el videoclip de “Som”, que ganó el concurso “canción del verano” de La Vanguardia y se dio a conocer por toda Cataluña. Este tema estuvo 18 semanas en la lista de Ràdio Flaixbac. Aquel año el sencillo “Som” sonaba por primera vez en el Camp Nou en el descanso de los partidos del Futbol Club Barcelona y posteriormente seguiría sonando después de cada partido.
| Tema                  | Álbum | Videoclip | Comentarios |
| --------------------- | ----- | --------- | --- |
| Som                   | CyBee | Sí        | Single - Ganadora premio Canción del verano de la Vanguardia. Nominada a mejor canción pop-rock en los premios enderrock. 18 semanas en La Lista Flaixbac. 5 temporadas sonando en el Camp Nou. |
| Podem ser millors     | CyBee | No        | |
| Dos curiosos viatgers | CyBee | Sí        | Single - Radiofórmula |
| Amb tu                | CyBee | Sí        | |
| Despullat             | CyBee | No        | |
| Com animals           | CyBee | Sí        | Single - Radiofórmula |
| La nostra melodia     | CyBee | No        | |
| Un, dos, tres         | CyBee | No        | |
| Eufòria               | CyBee | No        | |
| Després               | CyBee | No        | |
| Camina                | CyBee | No        | |
| Tenim temps           | CyBee | No        | |
| Última escena         | CyBee | Sí        | |

### Segundo disco: "Viatge a Mu"
En otoño de 2015 salía a la luz el segundo disco “Viatge a Mu” (Viaje a Mu) que adoptaba una vertiente más folk, buscando una sonoridad más épica e inspirándose en referentes como Mumford & Sons o Needtobreathe pero sin dejar de lado las melodías pegadizas y su optimismo. Fue bien recibido por las emisoras de radio y tuvo muy buenas críticas, hecho que reconfortó a la banda en ver recompensado su esfuerzo.
Este estilo lo bautizaron ellos mismos como “rockefolk”.
Viatge a Mu era un disco enérgico, con un tono bromista, pero también intentando evocar emoción a través de la música, hecho que fue bien recibido por el público en todos los directos.
| Tema                 | Álbum       | Videoclip | Comentarios                                                                                       |
| -------------------- | ----------- | --------- | ------------------------------------------------------------------------------------------------- |
| Hi serás             | Viatge a Mu | Sí        | Single - Radiofórmula                                                                             |
| Ens hem de veure més | Viatge a Mu | No        |                                                                                                   |
| Mama                 | Viatge a Mu |           | Colaboraron las madres de los cuatro integrantes en hacer los coros de la canción. - Radiofórmula |
| Pedra filosofal      | Viatge a Mu | No        |                                                                                                   |
| Poblenou             | Viatge a Mu | No        |                                                                                                   |
| De tant en tant      | Viatge a Mu | No        |                                                                                                   |
| L'entorn             | Viatge a Mu | No        |                                                                                                   |
| Dóna'm la mà         | Viatge a Mu | No        |                                                                                                   |
| Marcel·lí            | Viatge a Mu | No        |                                                                                                   |
| TN                   | Viatge a Mu | No        | Radiofórmula                                                                                      |
| Des de molt lluny    | Viatge a Mu | No        |                                                                                                   |
| M'agradava           | Viatge a Mu | No        |                                                                                                   |
| A ritme de cançons   | Viatge a Mu | Sí        | Single - Radiofórmula                                                                             |